# Ander Lafuente
Ander Lafuente Aguado (Santurce, 18 de febrero de 1983) es un exfutbolista español que jugaba como interior izquierdo. Durante su carrera deportiva disputó 244 partidos en Segunda B y 131 en Segunda División.

## Trayectoria
Llegó a las categorías inferiores del Athletic Club en 1999 procedente del Arenas Club. Después pasó por el C.D. Basconia y en el Bilbao Athletic, ambos filiales del Athletic Club. Después de no conseguir dar el salto al primer equipo, se marchó al FC Cartagena, donde desarrolló la mayor parte de su carrera y jugó más de 200 partidos. Estuvo seis temporadas en el club divididas en dos etapas; la primera entre 2005 y 2008 en Segunda División B y la segunda etapa (previo paso por el Granada C.F. en Segunda División B) de 2009 a 2012 en Segunda División. En la temporada 2012/13 militó en la S.D. Ponferradina en Segunda División, tras el descenso del equipo murciano. Un año más tarde, fichó por el Racing de Santander con el objetivo de volver a Segunda.
En agosto de 2014 firmó con el Sestao River, como refuerzo del equipo de Las Llanas. Tras dos temporadas en equipos de Tercera División como el Estradense y el Sodupe, colgó las botas a mediados de 2018.
En 2019 fue elegido para dirigir a uno de los equipos alevines del Athletic Club.

## Clubes
| Club                | País   | Año       |
| ------------------- | ------ | --------- |
| Bilbao Athletic     | España | 2003-2005 |
| F.C. Cartagena      | España | 2005-2008 |
| Granada C.F.        | España | 2008-2009 |
| F.C. Cartagena      | España | 2009-2012 |
| S.D. Ponferradina   | España | 2012-2013 |
| Racing de Santander | España | 2013-2014 |
| Sestao River Club   | España | 2014-2016 |